# Kokošnje
Kokošnje este o localitate din comuna Domžale, Slovenia, cu o populație de 94 de locuitori.